# 하시모토역 (와카야마현)
하시모토역(일본어: 橋本駅, はしもとえき)은 일본 와카야마현 하시모토시에 있는 서일본 여객철도·난카이 전기 철도의 철도역이다.
하시모토시에 있는 철도역 중 가장 규모가 크다. 서일본 여객철도 소속 하시모토 역은 역장이 배치되어 있는 직영역으로, 와카야마 선의 야마토후타미역 ~ 후나도 역 구간을 관리하고 있으며, 하시모토 전차구의 사무소가 설치되어 있다.
서일본 여객철도·난카이 전기 철도 소속의 모든 여객 열차가 정차한다.

## 역 구조
서일본 여객철도와 난카이 전기 철도가 같은 역사를 쓰고 있다. 난카이 소속 하시모토 역에 한해, PiTaPa·이코카 및 제휴 교통카드의 사용이 가능하다.
총 3면 5선으로 이루어져 있으며, 이 중 와카야마 선은 단면 승강장 1면 1선과 섬식 승강장 1면 2선 (총 2면 3선)을, 난카이 고야 선은 섬식 승강장 1면 2선을 사용한다. 각 승강장끼리는 과선교로 이어져 있다.
| 1   | ■ 와카야마 선    | 고카와 · 와카야마 방면     |
| 2·3 | ■ 와카야마 선    | 고조 · 오지 방면           |
| 4·5 | ■ 난카이 고야 선 | 난바 방면                  |
| 4·5 | ■ 난카이 고야 선 | 고쿠라쿠바시 · 고야산 방면 |

## 역세권 정보
- 구마노 옛길

## 역사
- 1898년 4월 11일 - 기와 철도 노선의 종착역으로서 개업.
- 1900년 11월 25일 - 기와 철도가 노선을 고카와역까지 연장하여, 와카야마역까지 노선을 직결하였다.
- 1907년 10월 1일 - 국유화에 따라 일본국유철도의 소속이 되었다.
- 1915년 3월 11일 - 고야 등산철도가 밋카이치마치 역에서 하시모토 역까지 노선을 개업해 환승역이 되었다.
- 1915년 4월 30일 - 고야 등산철도가 오사카코야 철도로 이름을 바꾸었다.
- 1922년 9월 6일 - 오사카코야 철도가 난카이 철도에 인수되었다. 난카이 철도는 1947년 지금의 난카이 전기 철도로 개편되었다.
- 1987년 4월 1일 - 민영화에 따라 일본국유철도 소속 하시모토 역이 서일본 여객철도의 소속이 되었다.

## 인접역
| 서일본 여객철도 와카야마 선 | 서일본 여객철도 와카야마 선  | 서일본 여객철도 와카야마 선         |
| --------------------------- | ---------------------------- | ----------------------------------- |
| 시모효고 오지 방면          | ■ 와카야마 선                | 기이야마다 와카야마 방면            |
| 난카이 전기 철도 고야 선    |                              |                                     |
| NK75 린칸덴엔토시 난바 방면 | ■ 특급 고야                  | 고쿠라쿠바시 NK86 고쿠라쿠바시 방면 |
| NK75 린칸덴엔토시 난바 방면 | ■ 특급 린칸                  | 시·종착역                           |
| 시·종착역                   | ■ 관광특급 덴쿠              | 가무로 NK79 고쿠라쿠바시 방면       |
| NK76 미유키쓰지 난바 방면   | ■ 쾌속급행 ■ 급행 ■ 각역정차 | 기이시미즈 NK78 고쿠라쿠바시 방면   |